# Pont Jacques-Cartier
Pour les articles homonymes, voir Jacques Cartier (homonymie).
Le pont Jacques-Cartier est un pont routier de type à poutres cantilever qui relie Longueuil à Montréal, via l’île Sainte-Hélène, en enjambant le fleuve Saint-Laurent. 

## Situation et accès
Il dessert ainsi les régions administratives de Montréal et de la Montérégie.

## Origine du nom
Le pont est inauguré le 24 mai 1930 sous le nom de « Pont du Havre » (Harbor Bridge), mais il est rebaptisé en 1934 à la suite d'une pétition de citoyens pour honorer le navigateur et explorateur français Jacques Cartier (1491-1557), qui fut le premier Européen à naviguer et cartographier le fleuve Saint-Laurent. Cette pétition était soutenue par l'Ordre de Jacques-Cartier.

## Historique

### Construction

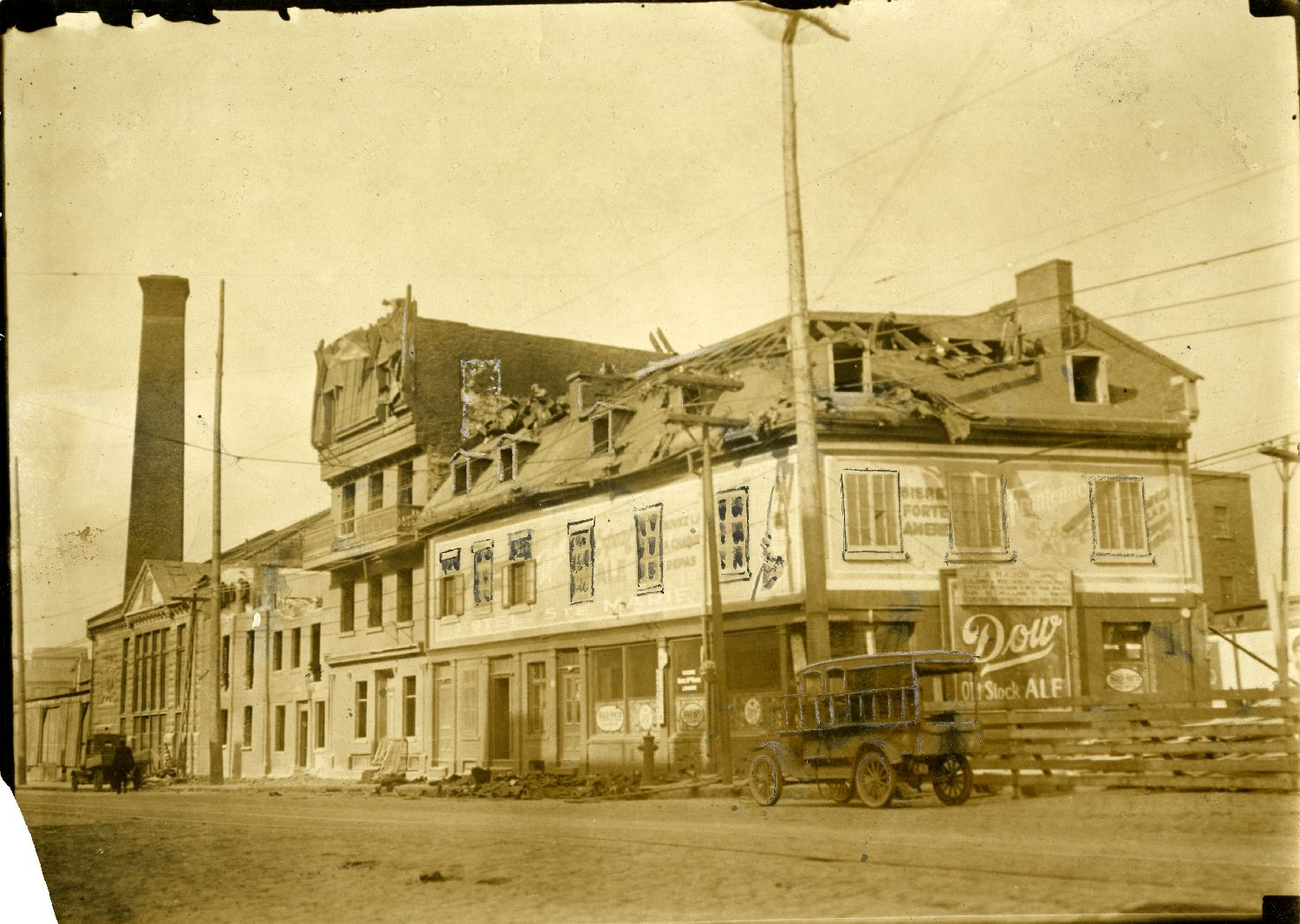
Maison en voie de démolition pour faire place au pilier d'ancrage du pont Jacques-Cartier, 1926.

Après un premier projet en 1840, alors qu'on a préféré le site entre la Pointe-Saint-Charles et Saint-Lambert (le pont Victoria, 1854-1860), un autre est élaboré par l'ingénieur Charles Legge, sans être réalisé : le Royal Albert Bridge (1876).
Le pont Jacques-Cartier est conçu par l'ingénieur Philip Louis Pratley. La première pelletée de terre eut lieu le 26 mai 1925. Le 9 août 1926 est posée la pierre angulaire, intégrée dans la pile à l'angle des rues Notre-Dame et Saint-Antoine, face à l'endroit surnommé « Pied-du-Courant ». Cette pierre contient une capsule témoin avec 59 objets témoignant de l'année du début de la construction du pont. Le pont est construit en acier au coût de 23 millions de dollars, et les travaux durent deux ans et demi. Ils sont complétés près d’un an et demi plus rapidement que prévu, sans interrompre la circulation fluviale.
Le pont est ouvert à la circulation le 14 mai 1930, mais l'inauguration a lieu quelques jours plus tard, le 24 mai. Il a été inauguré par Alfred Duranleau 

### Améliorations subséquentes
À l’origine, le pont comportait trois voies de circulation routière et deux trottoirs, un espace étant laissé libre pour l’installation éventuelle de deux voies de tramway. L’espace du côté est fut remplacé par une voie de circulation supplémentaire en 1956, et celui du côté ouest le fut en 1959.
En 1957 et 1958, la partie sud du pont fut surélevée afin de dégager la nouvelle voie maritime du Saint-Laurent, cela sans interrompre la circulation routière, hormis lors du ripage de la travée franchissant le canal entre les piles 9 et 10.
En 1961, une rampe d’accès fut aménagée du côté est, sur l’île Sainte-Hélène, afin d’éviter que les voitures circulant vers Montréal aient à croiser celles en direction de Longueuil, source importante d’accidents.
Le gouvernement fédéral annonce en février 2001 un programme de réfection complète du tablier, dont certaines sections n'avaient pas été remplacées depuis son inauguration, 70 ans plus tôt. Ce projet de 120 millions de dollars devait être achevé initialement en 2003, avec un programme de travaux en soirée et la fin de semaine afin de limiter l'impact sur la circulation aux heures de pointe. En plus de la réfection du tablier, le projet intègre aussi la création d'une piste cyclable de 2,5 m de large et l'amélioration de la géométrie de la courbe Craig à l'entrée du pont côté Montréal.

### Péage
Pendant plus de trente ans, les usagers du pont durent se soumettre à un péage. Plus tard, il fut également possible de se procurer des jetons de péage, valides pour les ponts Jacques-Cartier et Champlain. Les postes de péage sur le pont Champlain furent supprimés en 1990 et en 1962 sur le pont Jacques-Cartier.
Les tarifs de péage originaux étaient les suivants:
- Piéton : 15 ¢
- Cycliste : 15 ¢
- Motocycliste : 25 ¢
- Automobile (pour le véhicule et son conducteur) : 25 ¢
  - Passager additionnel : 15¢
- Autobus : 80 ¢ à 1,00 $ (selon la classe d'autobus)
- Camion : de 25 ¢ à 1,50 $ (selon la classe du camion)
- Citerne d'huile : 60 ¢
- Animaux : de 3 ¢ à 15 ¢ par animal (selon l'espèce)
- Brouette : 15 ¢
- Gratuit pour les enfants de moins de 5 ans.

## Le pont croche
Dès le début de son utilisation, le pont Jacques-Cartier est surnommé le pont croche à cause d’une courbe à l’entrée de Montréal, qui a été dessinée pour éviter le terrain de Hector Barsalou, le  propriétaire d’une usine de savon qui a refusé le montant que la ville voulait lui remettre pour son expropriation. 
Une autre courbe au milieu du pont, à la hauteur de l’île Sainte-Hélène, est amenée par le positionnement des piliers, construits en fonction de la direction du courant sur le fleuve, dans un axe différent de celle des rues à l'approche nord sur l’île de Montréal.
L’existence de ces courbes a été un facteur prédominant de nombreux accidents qui ont amené au cours des années des changements dans la signalisation sur le pont.

## Circulation
Le pont possède cinq voies de circulation, dont deux par direction et une à direction réversible pour les heures de pointe. Le pont est aussi doté d'un trottoir pour les piétons du côté est et d'une piste multifonctionnelle, utilisée principalement par les cyclistes, du côté ouest. Il est aussi connu pour sa fameuse courbe Craig, une courbe du côté de Montréal qui créa jadis de nombreux accidents en raison de son petit rayon et de son dévers nul. Cette lacune a été corrigée au début des années 2000 en relevant le côté ouest du tablier, ce qui a créé un léger dévers facilitant la prise de la courbe.
Le pont est la continuité de la route 134 et est relié au multiplex formé par l'autoroute 20 et l'autoroute René-Lévesque par un échangeur. Il se prolonge sur la Rive-Sud dans une courte section autoroutière de la route 134 longue de 3 km, laquelle se termine à un échangeur avec les routes 112 et 116, pour ensuite devenir le boulevard Taschereau.
Sur l'île de Montréal, le pont se connecte à l'avenue de Lorimier en direction est et à l'avenue Papineau en direction ouest.
On estime que jusqu'à 115 000 véhicules l'empruntent par jour, pour une moyenne annuelle de 34,7 millions de véhicules.

### Piste multifonctionnelle
Du côté ouest du pont, on retrouve une piste multifonctionnelle de 2,7 km  empruntée en majorité par des cyclistes, mais aussi des piétons et des conducteurs de scooters. L’accès à la piste du côté de Montréal se trouve dans le parc des Vétérans sur la rue Dorion/Des confiseurs. Tout comme pour le trottoir, il y a deux accès du côté de Longueuil. Un premier se trouve sur le boulevard La Fayette, un peu au nord de la rue Saint-Laurent. On peut aussi y avoir accès par l’escalier de la rue Saint-Charles ouest, ce qui suppose quand même de pouvoir grimper son vélo jusqu'en haut.  On retrouve au milieu du parcours, un accès à l'Île Sainte-Hélène du parc Jean-Drapeau.
D’avril à octobre on compte environ 400 000 passages. Avec le ratio actuel modéré de 15 % de personnes qui poursuivent le vélo toute l’année, c’est un potentiel de 42 800 passages sur le pont de novembre à mars inclusivement, mais ce nombre pourrait être plus important : «S’il était ouvert aux cyclistes en hiver, le pont Jacques-Cartier serait alors le seul lien cyclable entre la Rive Sud et l’île de Montréal. Il pourrait théoriquement drainer plus de trafic cycliste qu’en été lorsque l'estacade du pont Champlain, le pont de la Concorde et le pont Victoria offrent une alternative. ».

## Entretien
Depuis les vingt dernières années, d’importants programmes continus de réfection sont réalisés, dont la peinture et le remplacement du tablier, afin de préserver l’intégrité de cette structure et d’assurer un passage sécuritaire pour les usagers. En 2016, un cycle de réfection des piles ayant duré dix ans a été complété pour la presque totalité des piles.
Gestionnaire responsable de la structure, Les Ponts Jacques Cartier et Champlain Incorporée (PJCCI) réalise un programme de renforcement de la charpente métallique datant de 1920 afin de prolonger la durée de vie utile du pont. Plus précisément, certaines membrures d’acier et les plaques de renfort sont remplacées et renforcées,.

### Piste multifonctionnelle
Auparavant le trottoir sur lequel les cyclistes devaient marcher à côté de leur vélo sous peine de recevoir une amende de 1 000 $ la piste cyclable (ou multifonctionnelle) est apparue lors de travaux sur le tablier, qui ont été complétés en 2002. La piste a fait l’objet de plusieurs réfections au cours des années, y compris sa reconfiguration et son élargissement du côté de Longueuil entre 2010 et 2013. Estimant qu’il y a des risques de blessures, surtout pour les cyclistes moins expérimentés, PJCCI n’entretient pas la piste cyclable ou le trottoir en hiver. Or, il a été démontré que les personnes qui font du vélo l’hiver sont plus expérimentés que les autres, qui n’utilisent leur vélo que lors de la «belle» saison.
En raison de sa largeur moyenne hors-norme de 2,5 m, la piste multifonctionnelle devrait être élargie à 3,5 m pour respecter la réglementation du ministère des Transports du Québec d’avril à octobre quand sa fréquentation excède 1 500 cyclistes par jour. Une largeur de 2,75 m serait suffisante en période hivernale quand la fréquentation est inférieure à 1500 cyclistes par jour.
Un rapport commandé au groupe d’ingénierie ARUP Canada par PJCCi publié en octobre 2018 concluait : « Basé sur l’expérience acquise et les résultats obtenus lors du projet pilote, le déneigement par méthodes conventionnelles pourrait représenter une solution envisageable ».

## Pour une plus grande ouverture au transport actif
Depuis les années 1970, des groupes de citoyens, dont la Rive sud à bécane, Le Monde à bicyclette et Vélo Québec, ont continué de réclamer un meilleur accès au pont. En l’absence de piste cyclable, tout le monde devait circuler sur le trottoir.  200 cyclistes ont notamment participé à une manifestation en ce sens en avril 1977.
Une fois les pistes construites au début des années 2000, piétons et cyclistes ont demandé à travers leurs organismes et réclament toujours d’y avoir accès en toute saison. Parmi les pionniers, le Collectif vélo 365 organisait des «pellete-in» symbolique pour démontrer la nécessité de l’ouverture à l’année de la piste cyclable du pont.
Fondé en 2017, l’Association des piétons et cyclistes du pont Jacques-Cartier, qui regroupe notamment le Collectif transport actif Rive-sud et la Coalition Vélo Montréal Bike Coalition, a poursuivi les démarches. Ces regroupements font notamment partie du Comité consultatif du réseau cyclable du pont Jacques-Cartier, qui inclut aussi Vélo Québec et des représentants de la Société des ponts Jacques-Cartier et Champlain afin d’améliorer le transport actif sur le pont.
Au fil des ans, plusieurs manifestations sont venues appuyer leur demande, dont une en février 2019 où une douzaine de cyclistes et de coureurs ont traversé le pont, alors fermé, pour démontrer la faisabilité de la chose, alors même qu’aucun entretien n’avait été fait. Ils ont été interpellés par la Sûreté du Québec qui leur a distribué des contraventions.

## Autour du pont
Le 3 juillet 1979, le pont Jacques-Cartier a été le théâtre du meurtre de deux adolescents qui a suscité une vague d'émotion dans la population. Ces meurtres ont d'ailleurs été le thème d'un film documentaire en 1992 : Le Pardon.
Depuis 1987, la Société canadienne de génie civil remet une médaille qui porte le nom de M. Pratley à celui ou celle qui a écrit la meilleure publication dans le domaine de la conception des ponts.
Fait à noter, l'imposante structure d'acier de sa partie principale a fort probablement inspiré les concepteurs du pont J.C. Van Horne qui enjambe la rivière Ristigouche entre Campbellton (Nouveau-Brunswick) et Pointe-à-la-Croix (Québec). Ce pont n'a été construit qu'à partir de 1958.

### Don supposé de la France

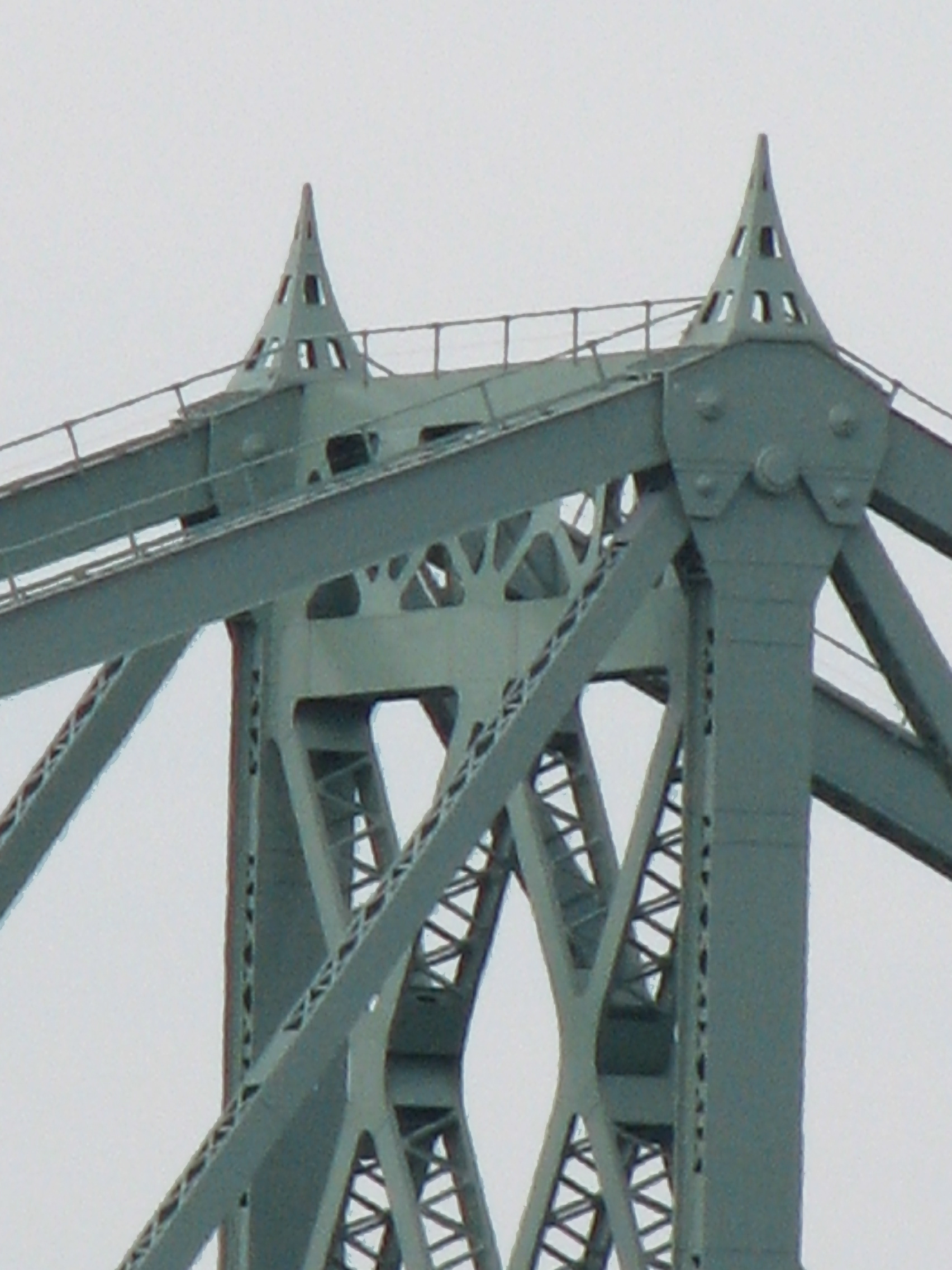
Les « tours Eiffel » du pont Jacques-Cartier.

Le buste de Jacques Cartier situé à la sortie menant à l'île Sainte-Hélène fut offert par la France. Les tourelles du pont, rappelant la forme de la tour Eiffel, étaient prévues au plan original; la légende selon laquelle elles étaient un don de la France n'est donc pas fondée. Chaque embout mesure près de quatre mètres et pèse six tonnes. L'entreprise de gestion du pont (la société PJCCI) affirme que ces tours ne sont pas un don de la France mais uniquement un élément esthétique.

### Suicides
Le pont Jacques-Cartier a été le site de nombreux suicides depuis sa construction, dont celui du cinéaste Claude Jutra en 1986. De 1987 à 2002, 143 personnes se sont tuées en se jetant de la structure du pont, soit près de dix par année, ce qui lui vaut le record du deuxième pont le plus meurtrier en Amérique du Nord, après le Golden Gate de San Francisco. En 2005, des clôtures dissuasives ont été installées afin de réduire ce phénomène.

### Au cinéma
- Une scène du film de René Clément La Course du lièvre à travers les champs a été tournée sur le pont. Jean-Louis Trintignant fuit à pieds des gitans qui le prennent en chasse en voiture.

## Administration
Les Ponts Jacques Cartier et Champlain Incorporée (la Société) est une société d’État mère relevant du ministre des Infrastructures. La propriété fédérale du pont explique la signalisation bilingue sur le pont, contrairement à la situation qui prévaut sur les routes provinciales du Québec.

## Éclairage, illumination du pont, «Connexions vivantes»
En 2017, un système d'éclairage fut ajouté au pont dans le cadre du 375e anniversaire de la fondation de Montréal et du 150e anniversaire de la Confédération canadienne au coût de 42 millions $ CDN. Il a été prévu pour une période de 10 ans. La gestion de projet a été assurée par Les Ponts Jacques Cartier et Champlain Incorporée. Le projet  Connexions vivantes, imaginé par Moment Factory et six firmes locales d'éclairage et de multimédia (Réalisations inc. Montréal, Ambiances Design Productions, ATOMIC3, Éclairage Public/Ombrages, Lucion Média, UDO Design), permet des variations de couleur et de l'animation lumineuse. Il interprète des mégadonnées (Big Data) en temps réel pour moduler l'éclairage du pont. Il fut inauguré le 17 mai 2017 (jour de la fondation de Montréal en 1642) lors du lancement officiel des festivités du 375e), faisant de la structure le premier pont connecté au monde. 
Le pont s’inscrit dans le cycle des saisons grâce à un calendrier chromatique de 365 couleurs. Jour après jour, il se métamorphose, passant progressivement du vert énergisant printanier au orange rayonnant estival, jusqu’au rouge voluptueux automnal et au bleu glacé de l’hiver. Le pont donne aussi le pouls de la vie montréalaise en temps réel. L'intensité, la vitesse et la densité des mouvements lumineux sont alimentées par la mention de Montréal sur Twitter.
Au moment de chaque changement d’heure de la nuit, de courtes animations de cinq minutes traduisent visuellement l'énergie de Montréal selon différents types de données quotidiennes : la météo, la circulation, l’actualité, les grands événements, etc. Le pont est ensuite envahi de mouvements lumineux aux couleurs du thème le plus discuté de la journée par les médias montréalais : Société (rouge), Environnement (vert), Technologie (bleu pâle), Affaires (gris), Sports (bleu), Institutions (rose), Culture (mauve).

### L'illumination du pont en chiffre
- 15 650 tonnes : poids de la superstructure du pont
- 10 000 systèmes de fixation : pour sécuriser les luminaires sur les supports d’acier fixés au pont

- 10,4 km : câblage nécessaire à la mise en lumière du pont pour le transfert des données et alimentation électrique

- 2 807 luminaires : grâce à une combinaison de projecteurs et de réglettes, la superstructure d’acier s’illumine selon l’effervescence de la métropole.

- Plus de 200 participants de tous les horizons professionnels ont contribué au projet (créatifs, ingénieurs, concepteurs, gestionnaires de projets, programmeurs, techniciens cordistes, électriciens, monteurs d’acier, agents de circulation, etc.).

Pour savoir comment les mégadonnées agissent sur l'éclairage du pont, il faut consulter la page de Réalisations qui a pris en charge ce volet créatif du projet et documenté ce processus. Les systèmes suivent cinquante-trois types de données individuelles dans onze catégories, y compris, mais sans s'y limiter, l’état de la circulation, la météo et le son ambiant, ainsi que les activités des médias sociaux dans et à propos de la ville. Outre la conception et la programmation des systèmes de capture, l'interface de consultation et de sélection des données Réalisations inc. a supervisé les phases de production et d'intégration ainsi que la formation des opérateurs du site. Le pouls de « Connexions vivantes » bat en direct, au rythme du flux de données de la ville. Le projet utilise une grande collecte de données traduites en motifs de lumière qui transforment le paysage urbain en fonction de la saison, du jour et de l’instant présent.
Réalisations inc. a élaboré l’idée que l’illumination devait utiliser des données afin qu’elles servent de modulateur dans la programmation des éclairages du pont, de façon à lier inextricablement l’esprit de Montréal à l’illumination. En outre, la collecte de données pour créer une plus-value esthétique  verra d'ici 2027 le projet accumuler dix ans d'informations qui pourraient aboutir à de nouvelles façons de comprendre la façon dont les Montréalais vivent et échangent entre eux et avec le monde. Ce mariage d'art et de technologie, ancré dans l'histoire et l'architecture, contribue à positionner Montréal comme figure de proue de l'ère numérique.

## Galerie

Vue depuis le trottoir est.
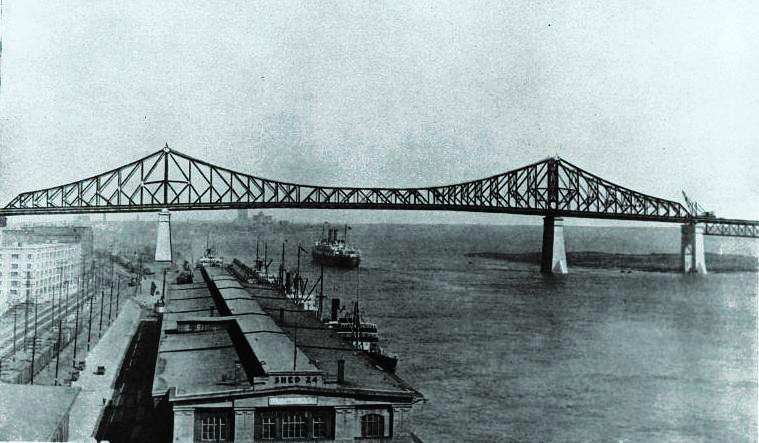
Travée principale terminée, 1930.
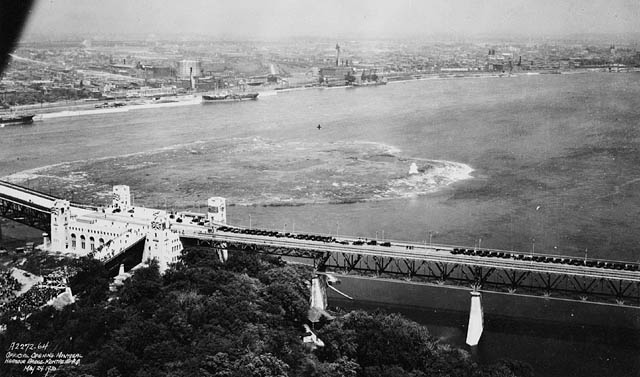
L'inauguration du pont Jacques-Cartier, le 24 mai 1930.
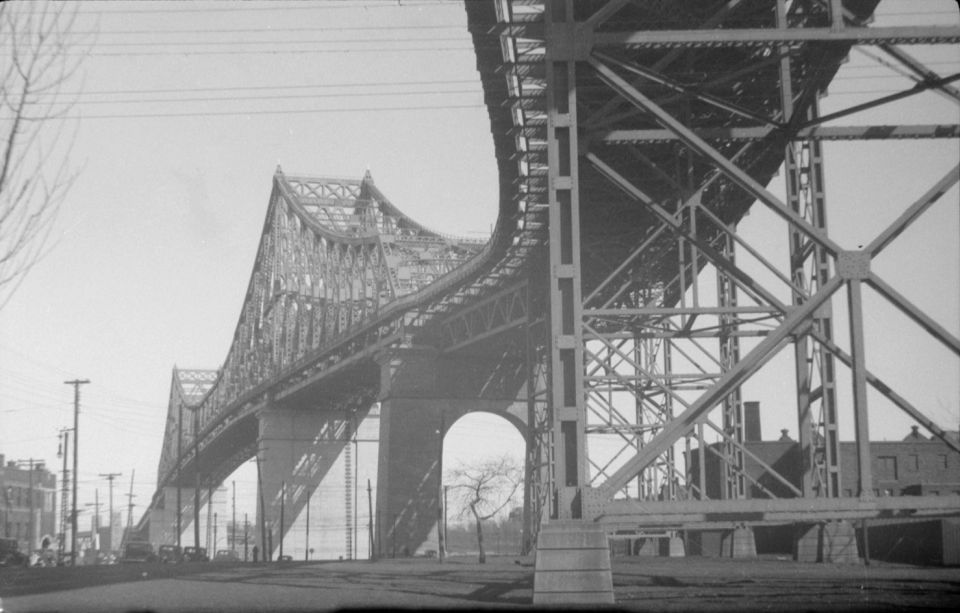
Structure du pont, 1937.
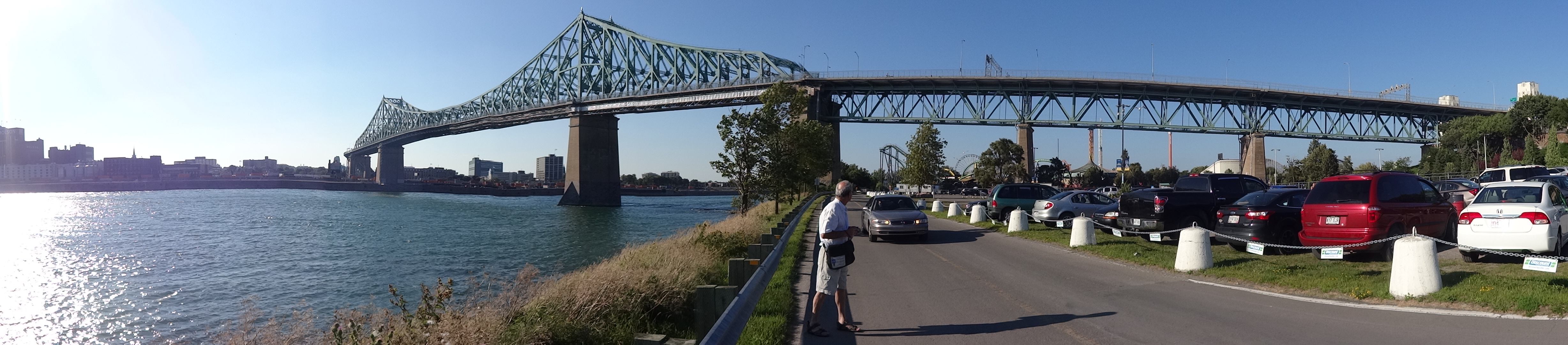
Pont Jacques-Cartier.
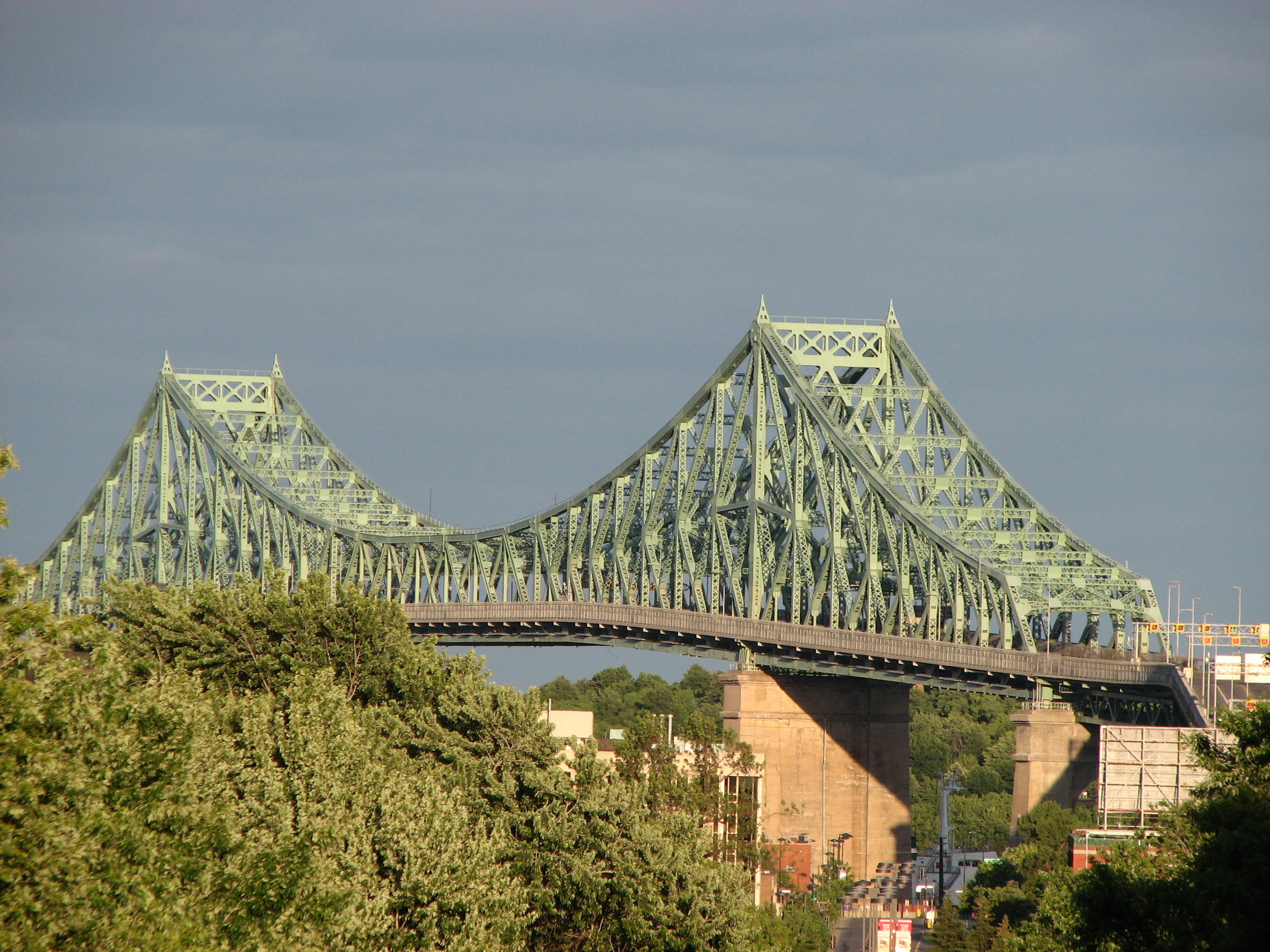
Pont Jacques-Cartier vu de la rue Sherbrooke.
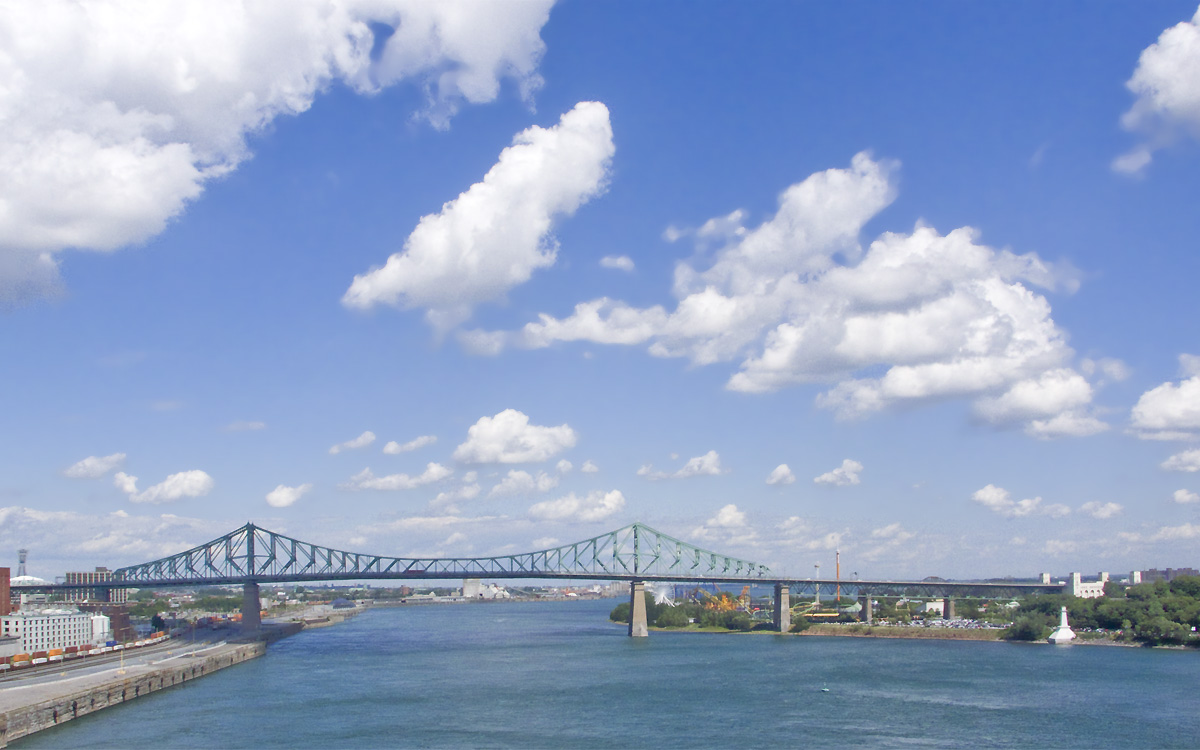
Pont vu depuis la Tour de l’Horloge.
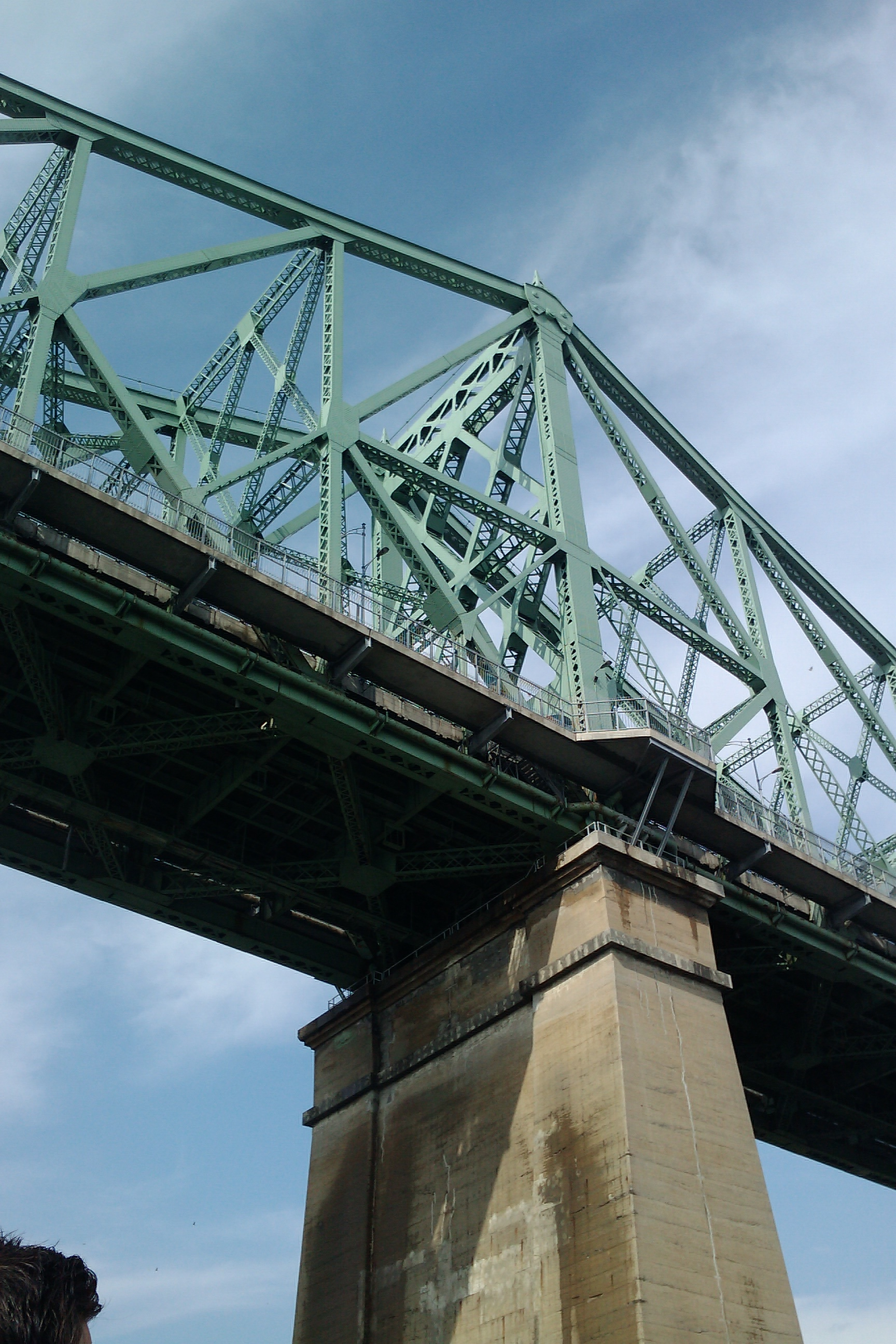
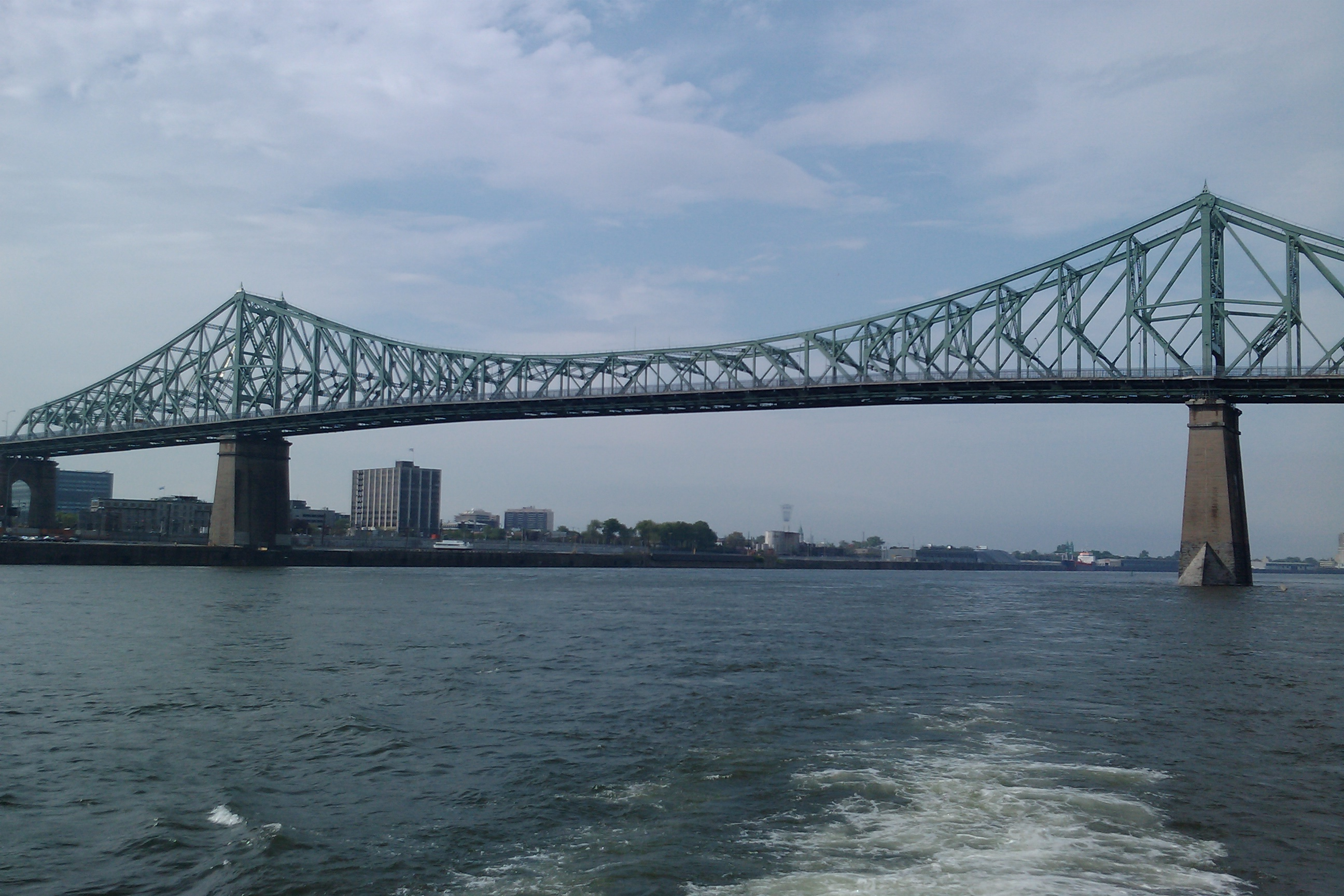
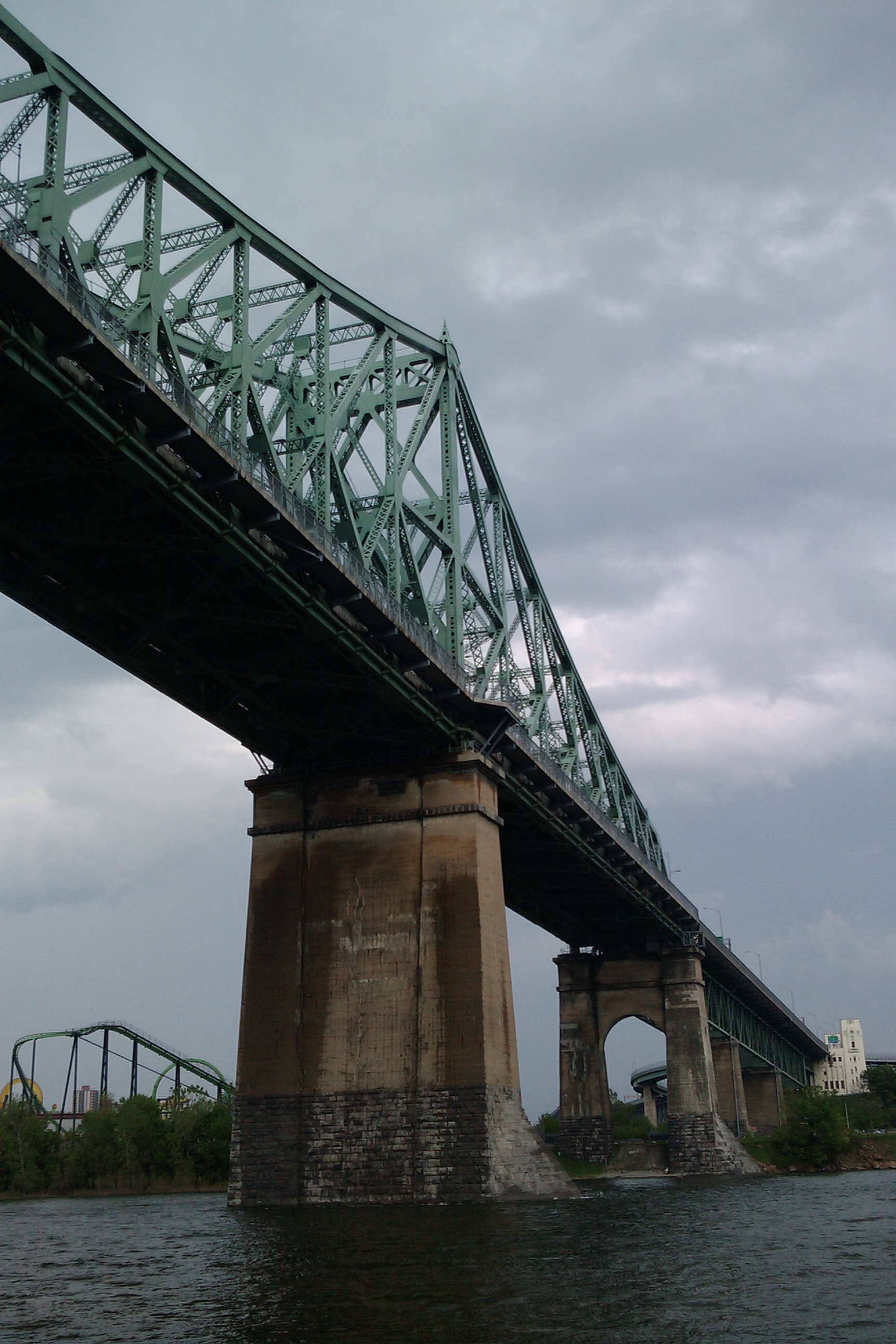
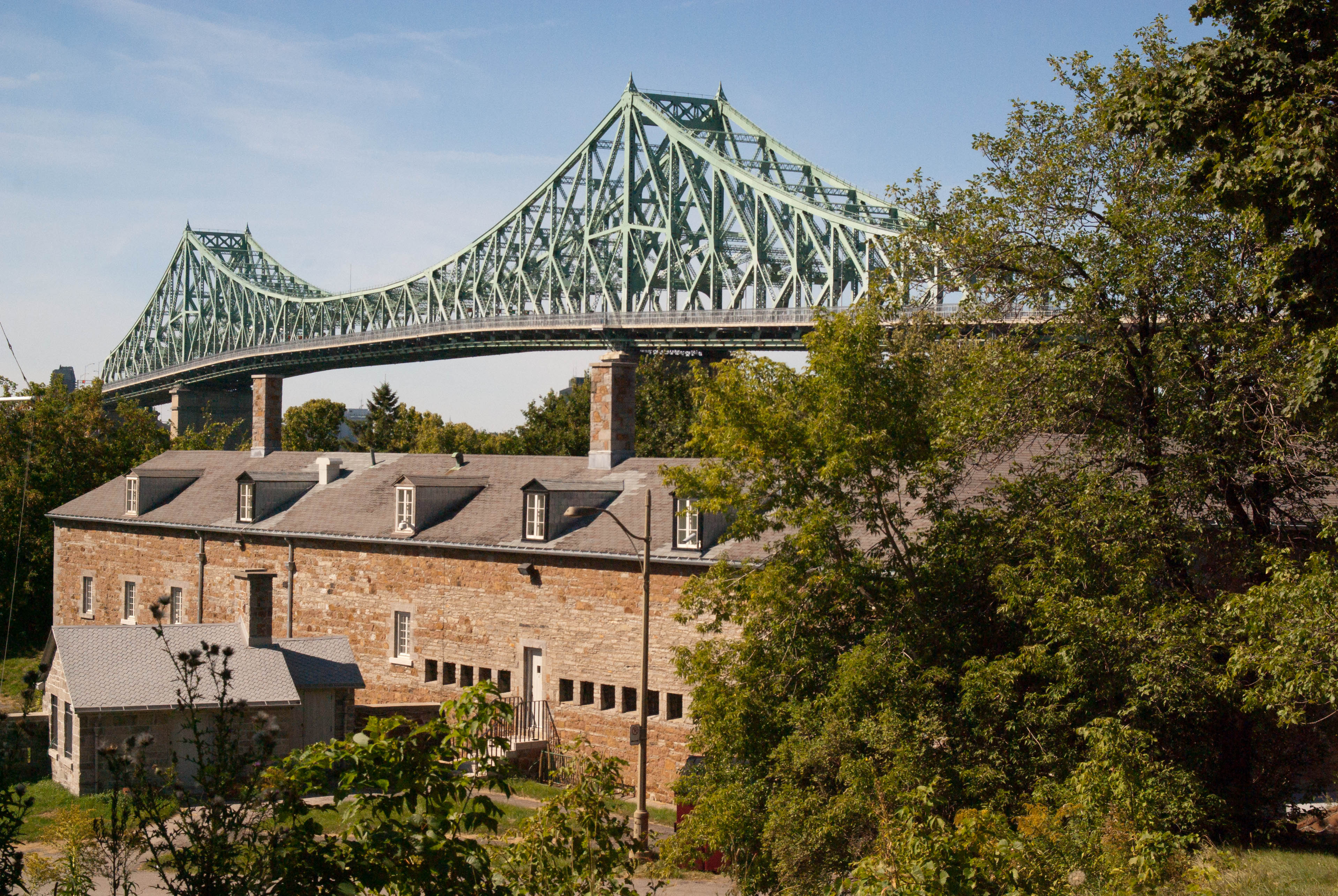
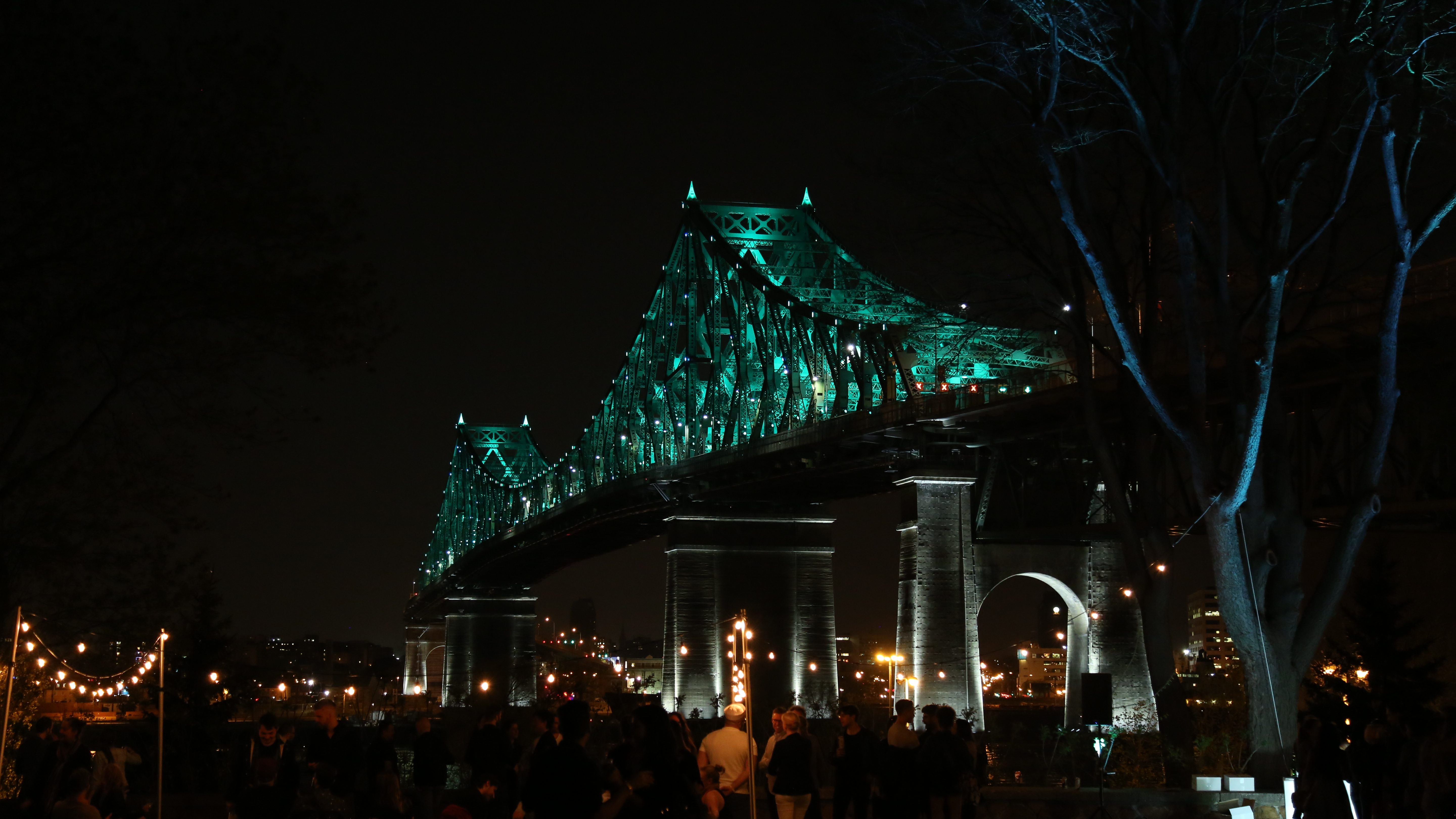
17 mai 2017, jour de l'inauguration du projet Connexions vivantes
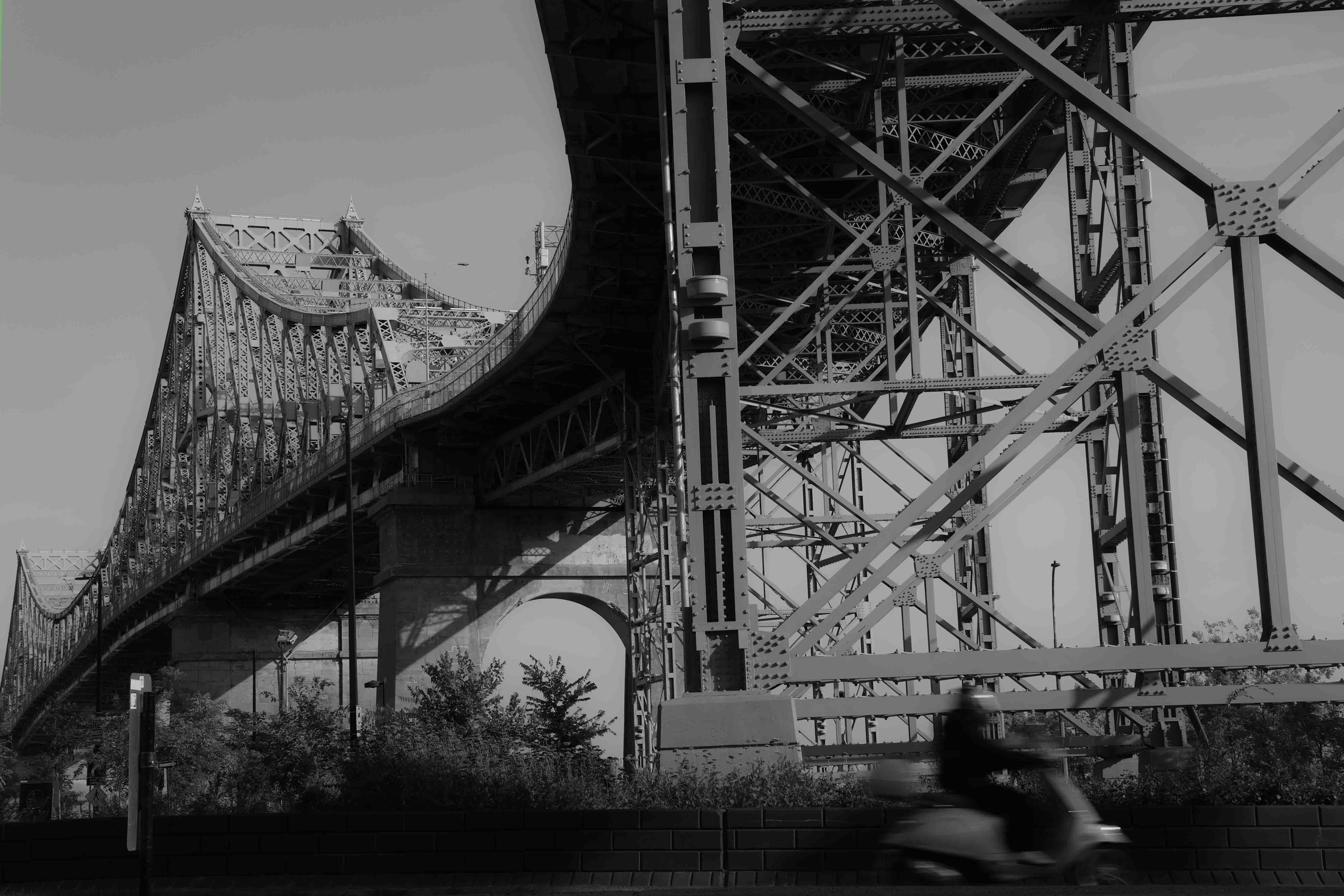